# Erodium manescavi
Espèce
Classification phylogénétique
Erodium manescavi ou Erodium manescavii (selon les classifications), l'Érodium de Manescaut  ou Bec-de-grue de Manescaut, est une plante herbacée de la famille des géraniacées endémique des Pyrénées occidentales, depuis la commune de Cauterets jusqu'à la Haute-Soule.

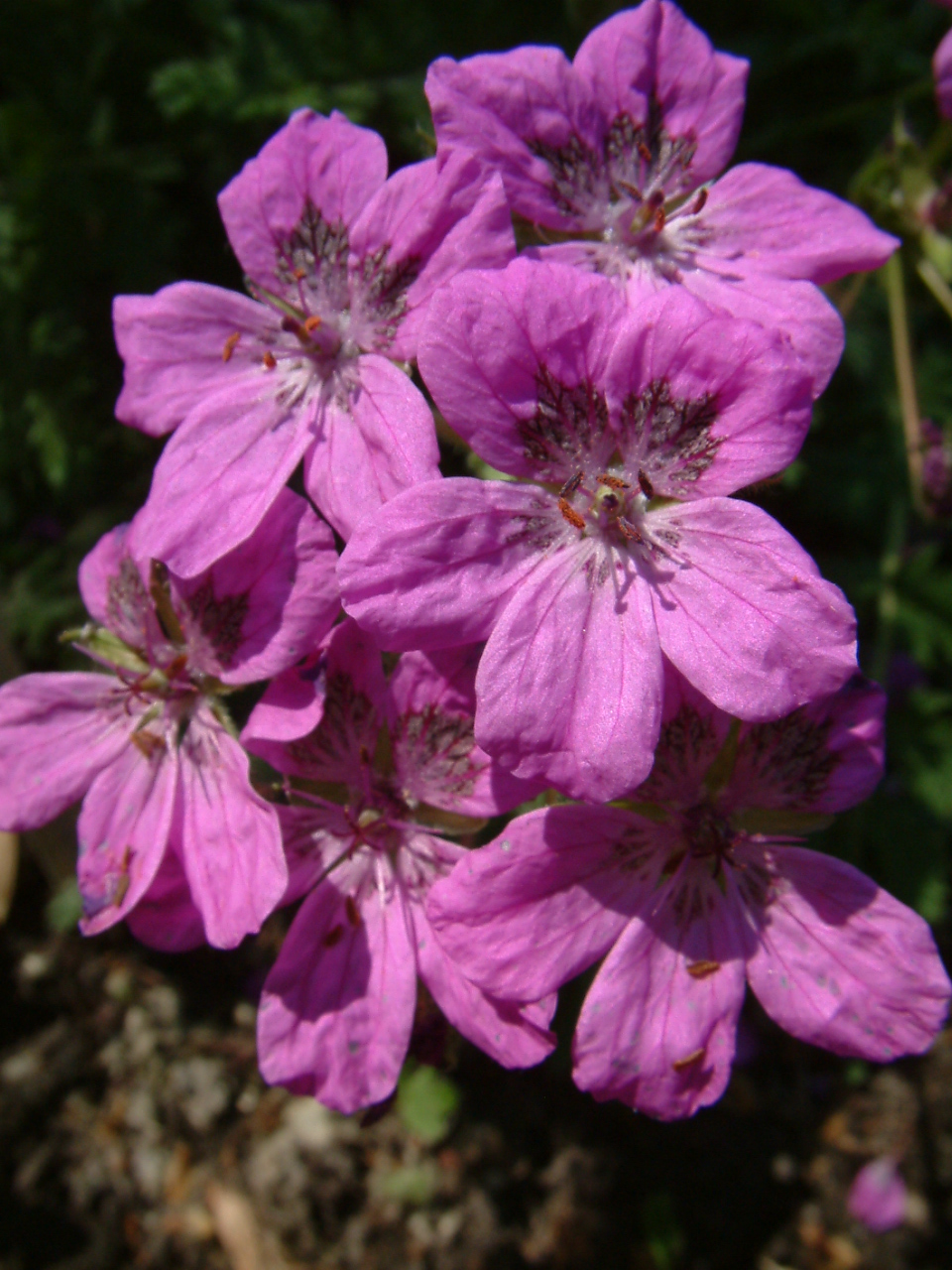
Fleurs